# Mordecai Ezekiel
Mordecai Ezekiel (* 10. Mai 1899 in Richmond, Virginia; † 31. Oktober 1974 in Washington, DC) war ein amerikanischer Agrarökonom. Zusammen mit G.C. Haas beschrieb er ab 1925 den Schweinezyklus. Seine berühmteste und zugleich wissenschaftlich wichtigste Entdeckung ist das sog. adjustierte oder korrigierte Bestimmtheitsmaß. Seine Formel beschreibt die Modellierung des Verlustes an erklärter Streuung durch die Verwendung mehrerer Regressoren in einer (multiplen) linearen Regression und ist heute Bestandteil aller wissenschaftlichen Regressionsanalysen.
Zwischen 1930 und 1947 arbeitete er als Ökonom in leitenden Positionen im amerikanischen Landwirtschaftsministerium. Von 1947 bis 1962 arbeitete er für die Ernährungs- und Landwirtschaftsorganisation der Vereinten Nationen (FAO), von 1962 bis 1967 für die United States Agency for International Development.